# Central Park North-110th Street
Central Park North-110th Street è una fermata della metropolitana di New York situata sulla linea IRT Lenox Avenue. Nel 2019 è stata utilizzata da 2 666 985 passeggeri. È servita dalle linee 2 e 3, attive 24 ore su 24.

## Storia
La stazione fu aperta il 23 novembre 1904.

## Strutture e impianti
La stazione è sotterranea, ha una banchina ad isola e due binari. È posta al di sotto di Lenox Avenue/Malcolm X Boulevard e non ha un mezzanino, la banchina ad isola ospita infatti due gruppi di tornelli, ognuno con una scala per il piano stradale, quello nord porta all'incrocio con 111th Street mentre quello sud all'incrocio con Central Park North.

## Interscambi
La stazione è servita da alcune autolinee gestite da NYCT Bus.
- Fermata autobus